# Alavere
Alavere är en by i Estland. Den ligger i Anija kommun i landskapet Harjumaa, 40 km sydost om huvudstaden Tallinn. Antalet invånare var 339 år 2011.
Alavere ligger 64 meter över havet och terrängen runt byn är mycket platt. Runt Alavere är det mycket glesbefolkat, med 5 invånare per kvadratkilometer. Närmaste större samhälle är Kehra, 10 km norr om Alavere. I omgivningarna runt Alavere växer i huvudsak blandskog.
Trakten ingår i den hemiboreala klimatzonen. Årsmedeltemperaturen i trakten är 2 °C. Den varmaste månaden är juli, då medeltemperaturen är 16 °C, och den kallaste är januari, med −12 °C.